# Ivan Pešić
Ivan Pešić (Sebenico, 6 aprile 1992) è un calciatore croato, attaccante svincolato.

## Carriera

### Club
Il 27 luglio 2015 viene acquistato a titolo definitivo dal RNK Spalato.

### Nazionale
Ha giocato in tutte le nazionali giovanili croate comprese tra l'Under-15 e l'Under-19.

## Statistiche

### Cronologia presenze e reti in nazionale
| Cronologia completa delle presenze e delle reti in nazionale ― Croazia under 19 | Cronologia completa delle presenze e delle reti in nazionale ― Croazia under 19 | Cronologia completa delle presenze e delle reti in nazionale ― Croazia under 19 | Cronologia completa delle presenze e delle reti in nazionale ― Croazia under 19 | Cronologia completa delle presenze e delle reti in nazionale ― Croazia under 19 | Cronologia completa delle presenze e delle reti in nazionale ― Croazia under 19 | Cronologia completa delle presenze e delle reti in nazionale ― Croazia under 19 | Cronologia completa delle presenze e delle reti in nazionale ― Croazia under 19 |
| Data                                                                            | Città                                                                           | In casa                                                                         | Risultato                                                                       | Ospiti                                                                          | Competizione                                                                    | Reti                                                                            | Note                                                                            |
| ------------------------------------------------------------------------------- | ------------------------------------------------------------------------------- | ------------------------------------------------------------------------------- | ------------------------------------------------------------------------------- | ------------------------------------------------------------------------------- | ------------------------------------------------------------------------------- | ------------------------------------------------------------------------------- | ------------------------------------------------------------------------------- |
| 24-8-2010                                                                       | Velika Kladuša                                                                  | Bosnia ed Erzegovina under 19                                                   | 0 – 2                                                                           | Croazia under 19                                                                | Amichevole                                                                      | -                                                                               | 66’                                                                             |
| 26-8-2010                                                                       | Velika Kladuša                                                                  | Bosnia ed Erzegovina under 19                                                   | 0 – 1                                                                           | Croazia under 19                                                                | Amichevole                                                                      | -                                                                               |                                                                                 |
| Totale                                                                          |                                                                                 | Presenze                                                                        | 2                                                                               |                                                                                 | Reti                                                                            | 0                                                                               |                                                                                 |